# Santigny
Santigny település Franciaországban, Yonne megyében. Lakosainak száma 88 fő (2022. január 1.). Santigny Châtel-Gérard, Marmeaux, Pisy, Talcy és Guillon-Terre-Plaine községekkel határos.

## Népesség
A település népessége az elmúlt években az alábbi módon változott:
| Lakosok száma | 106  | 103  | 105  | 97   | 90   | 84   | 84   | 85   | 88   |
|               | 2013 | 2015 | 2016 | 2017 | 2018 | 2019 | 2020 | 2021 | 2022 |